# Habenaria uncicalcar
Habenaria uncicalcar är en orkidéart som beskrevs av Victor Samuel Summerhayes. Habenaria uncicalcar ingår i släktet Habenaria och familjen orkidéer. Inga underarter finns listade i Catalogue of Life.